# Yeşilkavak, Salihli
Yeşilkavak là một xã thuộc huyện Salihli, tỉnh Manisa, Thổ Nhĩ Kỳ. Dân số thời điểm năm 2011 là 352 người.